# FC Bihor Oradea

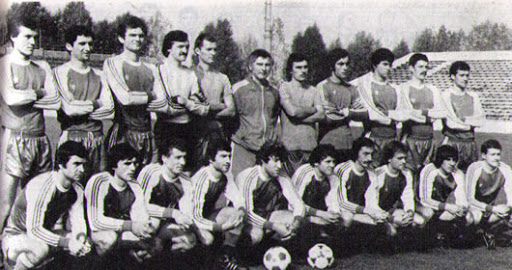
El FC Bihor Oradea en la temporada 1981-1982

El FC Bihor Oradea fue un club de fútbol rumano, de la ciudad de Oradea en la región de Bihor. Fue fundado en 1958 y desapareció en 2016.

## Uniforme
- Uniforme titular: Camiseta azul-grana, pantalón rojo, medias rojas.
- Uniforme alternativo: Camiseta roja, pantalón azul, medias azules.

## Palmarés
Liga I:
- Campeón (0):, Mejor resultado: 7º, 1963–64 y 1983–84

Liga II:
- Campeón (5): 1962–63, 1970–71, 1974–75, 1981–82, 1987–88
- Subcampeón (7): 1967–68, 1972–73, 1973–74, 1979–80, 1992–93, 2002–03, 2005–06, 2010-11

Liga III:
- Campeón (1): 1997–98